# Christophe Martinolli
 (juin 2019).
Œuvres principales
Déjà Vu (2009) 

Victorine (2012)

Hafida (2013)

Noura (2014)

A Consommer avant fin (2014)

Seul survivant T1 : Atlanta-Miami (2016)

Seul survivant T2 : Bossa Nova Club(2016)

Corps d’État : La trilogie (2018)

Seul survivant T3 : Rex antarctica (2019)

Après l'effondrement : Dernier départ (2019)
Compléments
Site officiel https://christophemartinolli.fr
Christophe Martinolli, né le 12 février 1978 à Nice, est un écrivain, romancier, auteur de bandes dessinées et scénariste français.

## Biographie
Né le 12 février 1978 à Nice, il étudie le cinéma à l'Université Paris-VIII et complète sa formation à l'école Louis Lumière.  
Sa carrière de scénariste et de réalisateur débute avec les courts métrages de la collection Femmes tout court pour défendre les droits des femmes. 
Christophe Martinolli se consacre ensuite uniquement au scénario. Il co-signe A consommer avant fin, un court métrage réalisé par Nicolas Fogliarini sur l'indifférence qui a remporté plus de quinze prix internationaux. A la télévision il co-signe la série jeunesse fantastique Déjà vu dans l'émission jeunesse KD2A, et Lebowitz contre Lebowitz pour France 2. Christophe Martinolli travaille en étroite collaboration avec Thomas Martinetti. Ils signent ensemble les scénarios des trois tomes de la série fantastique Seul survivant, édités chez Les Humanoïdes Associés. 
Il est également l'auteur de deux romans d'anticipation : Corps d’État : La trilogie et Après l'effondrement : Dernier départ.

## Filmographie

### Cinéma

#### Courts métrages (réalisateur)
- 1999 : Le cube de bois jaune avec Mélody Raushen, Julien Crépier et Nathalie Grauwin (tourné pendant l'éclipse solaire du 11 août 1999)
- 2002 : Le pêcheur avec Pierre-Yves Petit
- 2008 : Qui de nous deux ? avec Helène Ruys et Nicolas Merlin

#### Courts métrages (scénariste)
- Collection Femmes Tout Court produite par Thomas Martinetti[7] labellisée initiative "Sexisme, pas notre genre !"[8] par le Ministère des Familles, de l’Enfance et des Droits des femmes en 2017

1. 2008 : Qui de nous deux ? réalisé par Christophe Martinolli avec Helène Ruys et Nicolas Merlin
2. 2008 : A sa place réalisé par Marc Guilbert avec Denis Ménochet, Delphine Benattard et Lise Schreiber
3. 2011 : Leila réalisé par Vincent Vandries avec Emine Meyrem, Sylvain Porcher, Mustafa Korkut et Laura Ghnassia · Prix du scénario Grasse 2013
4. 2011 : Fatou[9] réalisé par Nathalie Marchak avec Ella Godonou, Manon Lauvergeat, Frédéric Graziani et Anne Charrier
5. 2011 : Mei-Li réalisé par Judith Havas avec Yajun Zhao, Pierre Cachia et Bernard Blancan
6. 2012 : Victorine[10] réalisé par Garance Meillon avec Claudia Tagbo et Ralph Amoussou diffusé sur TV5 Monde Visa d'exploitation n°143616
7. 2013 : Hafida réalisé par Loïc Nicoloff avec Alicia Dadoun et Pauline Cheviller diffusé sur TV5 Monde Visa d'exploitation n°143617
8. 2014 : Noura[11],[12] réalisé par Mathieu Sainty (aka Akira) avec Anaïs Parello, Mariama Gueye et Alix Bénézech diffusé sur TV5 Monde
9. 2014 : Dipali [13] réalisé par Clémentine Isaac avec Rani Bheemuck et Lily Nambininsoa

- 2014 : A consommer avant fin[14],[15] réalisé par Nicolas Fogliarini avec Patrick Poivey Clarisse Lhoni-Botte, François Hatt et Régis Romele diffusé sur TV5 Monde et TF1 Séries Films Visa d'exploitation n°139721
  - Meilleur scénario[16] "Fastnet Film Festival" Irlande 2017
  - Meilleur FILM "Festival Cas d'Rage" France 2017
  - Meilleur FILM "Franklin County International Film Festival" USA 2017
  - Meilleur scénario "Short to the Point[17]" Roumanie Décembre 2016
  - Meilleur scénario "Short to the Point[18]" Roumanie 2017
  - Meilleur Montage "Wolves Independent International Film Awards" Lituanie 2017
  - Meilleur court métrage "Film Crash Festival[19]" Los Angeles 2015
  - Gagnant "Mirvac Film Festival" Australie 2015
  - 7 Prix au "Southern Shorts Awards[20]" USA Réalisation, Scénario, Interprétation, Direction de la photographie, Décors, Montage et Son) 2016
  - Meilleur court métrage "Sophisticated Film Festival" France 2017
  - Finaliste "Miniko Film Week" Finlande 2016
  - Finaliste "Festival Internazionale Del Cinema d'Arte" Italie 2016
  - Finaliste "Redcorner Film Festival" USA 2017
  - Demi-Finaliste "LA CINEFEST" USA 2016
  - Mention honorable "Short Sweet" USA 2017
  - Mention spéciale "FMK Film Festival[21]" Italie 2015

### Télévision (scénariste)
- Déjà Vu : Saison 2[3]

1. Épisode 16 : Test co-écrit avec Thomas Martinetti
2. Épisode 20 : Cauchemar co-écrit avec Thomas Martinetti
3. Épisode 25 : Surface co-écrit avec Thomas Martinetti

- Lebowitz contre Lebowitz : Saison 3

1. 1 épisode non réalisé[22] co-écrit avec Thomas Martinetti

### Bandes dessinées (scénariste)
- Seul survivant, chez Les Humanoïdes Associés sous la direction de Bruno Lecigne :

1. Atlanta-Miami · T1[23],[24],[25], 2016, Concept Stéphane Louis, d'après une histoire de Andrew M. Henderson, Dessin et couleurs Jorge Miguel, co-écrit avec Thomas Martinetti  (ISBN 9782731627688) (BNF 45001945)
2. Bossa nova club · T2[26], 2016, Concept Stéphane Louis, Dessin José Malaga, Couleurs Javi Montes, co-écrit avec Thomas Martinetti (ISBN 9782731655636) (BNF 45118182)
3. Rex antarctica · T3[27],[28], 2019, Concept Stéphane Louis, Dessin José Malaga, Couleurs Javi Montes, co-écrit avec Thomas Martinetti (ISBN 9782731628937) (BNF 45702890)
4. Coffret Seul survivant : Épisode 1, Atlanta-Miami ; Épisode 2, Bossa Nova Club ; Épisode 3, Rex Antarctica Concept Stéphane Louis, Dessin José Malaga, Couleurs Javi Montes, co-écrit avec Thomas Martinetti (ISBN 9782731691481) (BNF 45702184)

### Romans
- 2016 : Corps d’État 1 : La chute[5]  (ISBN 9781519085344) (BNF 45617905)
- 2017 : Corps d’État 2 : Sous les cendres[5]  (ISBN 9781521965665) (BNF 45617902)
- 2017 : Corps d’État 3 : Révolution[29]  (ISBN 9781973489580) (BNF 45617901)
- 2018 : Corps d’État : La trilogie  (ISBN 9781983096679) (BNF 45617957)
- 2019 : Après l'effondrement : Dernier départ|Après l'effondrement, Tome 1 : Dernier départ[30],[6]  (ISBN 9781729152744) (BNF 45673535)
- 2019 : Après l'effondrement : Magonia|Après l'effondrement, Tome 2  : Magonia (ISBN 9781089130789)(BNF 45832471)
  - PRIX IMAGINAIRE découverte « Les Petits Mots des Libraires » 2020 [31]
- 2020 : Après l'effondrement : Fin des temps|Après l'effondrement, Tome 3  : Fin des temps (ISBN 9798640434484)(BNF 46567246)

## Événements
- Juré des 6ème Rencontres Cinématographiques de Cannes (RCC 1993)
- Juré du 5ème Festival Silhouette de courts métrages[32] (Paris, Buttes Chaumont 2006)
- Finaliste du Prix Scénario TV 2005 de la Fondation Jean-Luc Lagardère (2005)